# 水火天满宫

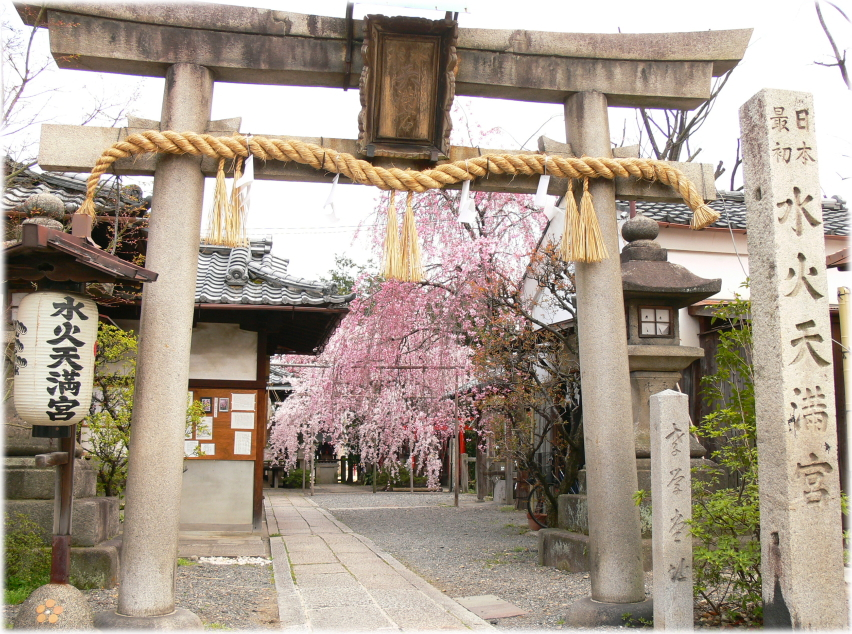
本殿正面

水火天满宫（すいかてんまんぐう）是日本京都府京都市的一座神社，位于上京区堀川通上御霊前上扇町722-10。旧社格是村社。
水火天满宫祭祀水灾火灾避难之神。，创建于 923年。

## 祭神
- 菅原道真

## 交通
- 京都市营地铁乌丸线鞍馬口站下車後、徒歩約10分

## 脚注
1. ↑  水火天满宮|京都観光 （页面存档备份，存于）2018年6月11日　閲覧